# NGC 7206
NGC 7206 (również PGC 68014 lub UGC 11904) – galaktyka soczewkowata (S0), znajdująca się w gwiazdozbiorze Pegaza. Odkrył ją Albert Marth 7 sierpnia 1864 roku.